# 송조표전총류 권6~11
송조표전총류 권6～11(宋朝表箋總類 卷6～11)은 서울특별시 용산구에 있는, 국가에서 행하는 각종 의전(儀典)에서 국왕에게 올리는 표(表)와 전(箋)의 작성에 참고하기 위하여 송나라에서 작성된 표전 중 모범이 될 만한 것을 모아 유형별로 분류하여 조선 전기에 편찬한 금속활자본 책이다. 2018년 6월 27일 대한민국의 보물 제1989호로 지정되었다.

## 개요
‘송조표전총류’는 국가에서 행하는 각종 의전(儀典)에서 국왕에게 올리는 표(表)와 전(箋)의 작성에 참고하기 위하여 송나라에서 작성된 표전 중 모범이 될 만한 것을 모아 유형별로 분류하여 조선 전기에 편찬한 책이다. 책 자체가 매우 희귀하여 전해지는 사례가 거의 없으며 현존하는 것도 완질본(完帙本)이 아닌 잔본(殘本)이 대부분이다.
이 책은 1403년(태종 3) 주조된 계미자(癸未字) 소자(小字)와 중자(中字)로 인쇄된 것으로, 당시 금속활자로 인쇄된 서책 중 ‘송조표전총류’는 현존본이 희귀한 사례에 속한다. 국보 제150호 서울대규장각한국학연구원 소장본은 권7인 데 비해 본 자료는 권6～11까지 모두 6권 3책으로 구성되어 있어, 기존 지정본을 포함하면서 수록 범위 또한 넓다. 또한 계미자 소자가 함께 활용된 것으로 보아 계미자가 주조된 태종 재위 초반으로 추정이 가능하다.
전반적으로 자료의 보존 상태가 양호하며 조선 개국 후 처음으로 국가에서 만든 금속활자로 인쇄한 책인 만큼 조선의 주자술(鑄字術)과 조판술(組版術) 연구에 귀중한 자료로 평가된다.

## 참고 자료
- 송조표전총류 권6~11 - 국가유산청 국가유산포털